# Pamiętnik z powstania warszawskiego

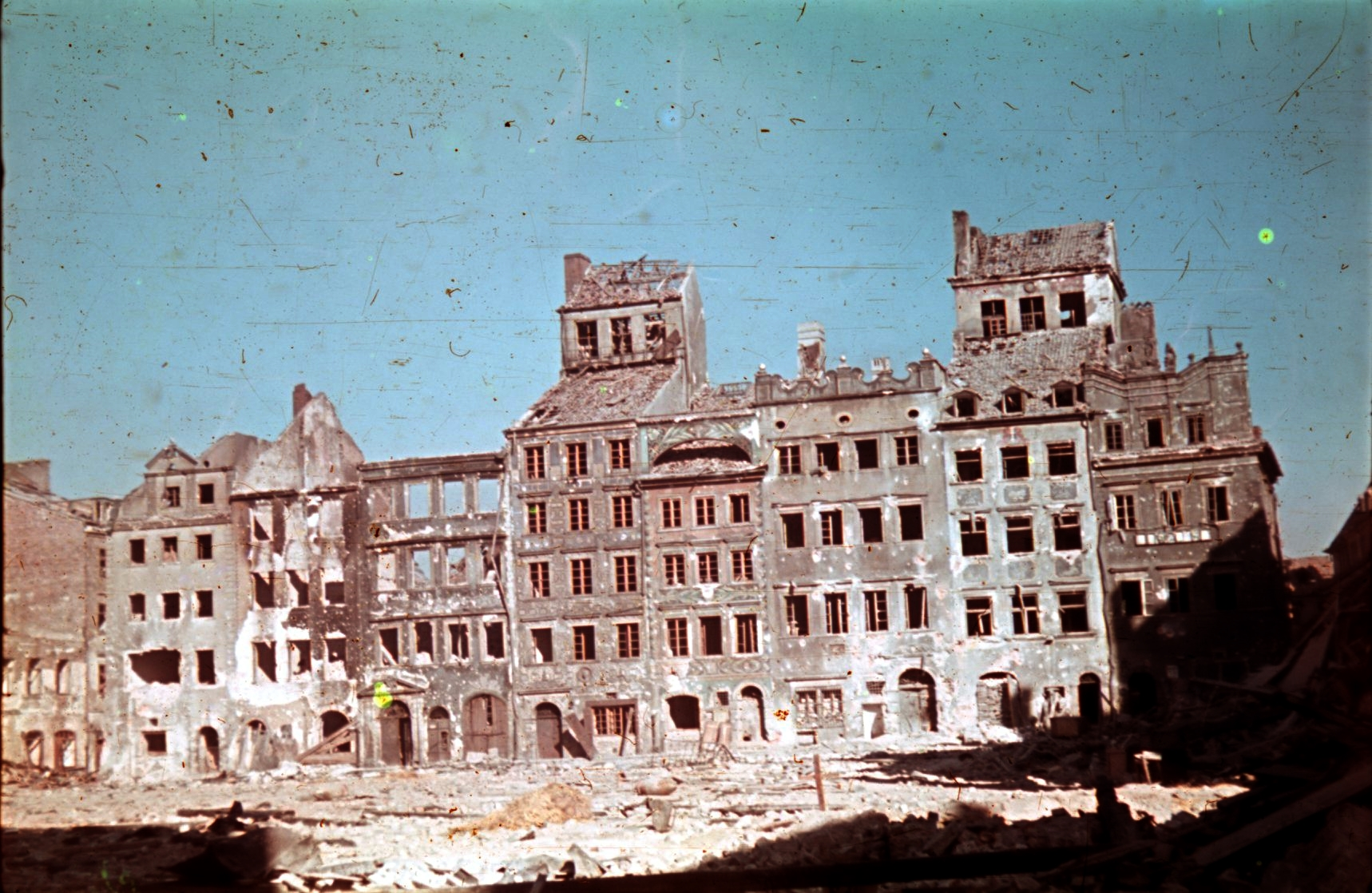
Rynek Starego Miasta podczas powstania warszawskiego, sierpień 1944

Pamiętnik z powstania warszawskiego – pamiętnik Mirona Białoszewskiego. Autor opisuje w nim swoje doświadczenia z okresu powstania warszawskiego (od 1 sierpnia do 9 października 1944), z perspektywy cywila.
Prace nad „Pamiętnikiem” Miron Białoszewski rozpoczął w 1967, gotowy maszynopis złożył w Państwowym Instytucie Wydawniczym w 1968, umowę wydawniczą zawarto w 1969, a książka ukazała się w 1970.

## Opis

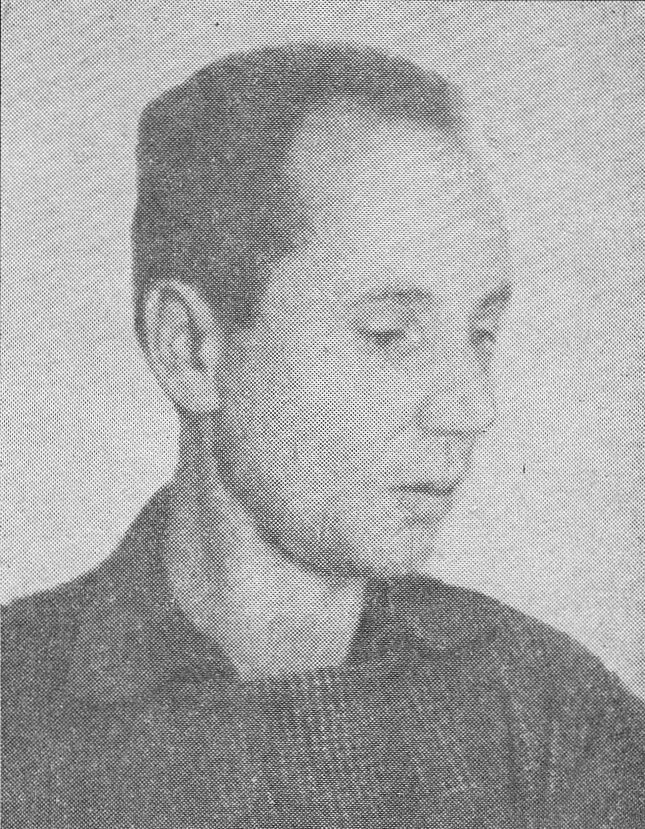
Miron Białoszewski, 1960

Pierwsze dni walk przeżył w zachodnim Śródmieściu (obecnie część Woli). Później przedostał się na Stare Miasto, a przed zajęciem Starówki przez Niemców ewakuował się kanałem z placu Krasińskich do Śródmieścia.
Jego relacja kreuje obraz powstańczej Warszawy obserwowanej przez zwykłego człowieka. Brak w niej patosu, heroicznej walki i atmosfery wojennej przygody. Świat przedstawiony jest światem piwnic, bram, podwórek, prowizorycznych kuchni i zbiorowych legowisk. W świecie tym odwróceniu ulegają wartości: dom staje się miejscem najbardziej niebezpiecznym, piwnica staje się mieszkaniem, kościołem, szpitalem. Najważniejsze stają się przedmioty: cegła służąca do zbudowania kuchni, skorupa garnka, łyżka. Zagrożenie śmiercią powoduje degradację formy współżycia zbiorowości, ale na ich miejsce pojawiają się nowe, zastępcze formy i rytuały. W nich przejawia się „nieheroiczny heroizm” zwykłych mieszkańców Warszawy. Bardzo wyraźny jest tu instynkt przetrwania. W utworze uderza fakt śmierci ludzi, grzebanych gdziekolwiek.
Pisarz posługuje się formami języka mówionego: słownictwo jest proste, niedbałe, w którym widoczne jest nadużywanie zaimków, powtórzeń, wtrąceń: że tak powiem, myślę. Nadaje książce charakter „antyliteracki” (stawia ją poza literaturą i jej kanonami), chcąc pisać tylko prawdę bez mitologizowania i metaforyzacji. Sam Białoszewski tak określa cel swojej książki: Chciałem, żeby wszyscy się dowiedzieli, że nie wszyscy strzelali, chciałem napisać o powszechności powstania.

## Adaptacje
W 2009 na podstawie książki Białoszewskiego Jerzy Bielunas wyreżyserował spektakl o tym samym tytule, z muzyką Mateusza Pospieszalskiego, zarejestrowany na płycie CD. W 2015 został on zaprezentowany w trakcie Festiwalu Enter w Poznaniu, z gościnnym udziałem Anny Marii Jopek i Adama Nowaka.
W 2014 Muzeum Powstania Warszawskiego wystawiło oratorium pt. „Pamiętnik z powstania warszawskiego” w reżyserii Krystyny Jandy z okazji 70. rocznicy wybuchu powstania warszawskiego.